# Plungar
Plungar är en by i civil parish Redmile, i distriktet Melton, i grevskapet Leicestershire i England. Byn är belägen 15 km från Melton Mowbray. Plungar var en civil parish fram till 1936 när blev den en del av Redmile. Civil parish hade 205 invånare år 1931.